# Rafaela Ottiano
Rafaela Ottiano (* 4. März 1888 in Venedig, Italien; † 18. August 1942 in East Boston, Massachusetts, USA) war eine italo-amerikanische Schauspielerin.

## Leben
Rafaela Ottiano arbeitete bereits in Europa als Schauspielerin, bevor sie 1910 in die Vereinigten Staaten emigrierte. Ihr Broadway-Debüt gab sie 1924 als Mrs. Lovett in dem Theaterstück Sweeney Todd. Noch im selben Jahr siedelte sie nach Hollywood über, wo sie bis zu ihrem Tod 1942 in über 40 Filmproduktionen zu sehen war.
Ottiano spielte sowohl in der Theaterfassung als auch in der Verfilmung des Romans Menschen im Hotel die Figur der Suzanne. Für das 1989 erschienene Musical wurde die von ihr dargestellte Figur ihr zu Ehren in Rafaela Ottiano umbenannt.
Ottiano lebte während ihrer Zeit in New York City nahe dem Times Square. Im Hause ihrer Eltern in East Boston verstarb sie am 18. August 1942 im Alter von 54 Jahren an den Folgen einer Darmkrebserkrankung.

## Filmografie (Auswahl)
- 1924: The Law and the Lady
- 1926: Married?
- 1932: Menschen im Hotel (Grand Hotel)
- 1933: Der Boß ist eine schöne Frau (Female)
- 1933: Sie tat ihm unrecht (She Done Him Wrong)
- 1934: Mandalay
- 1934: Des Sträflings Lösegeld (Great Expectations)
- 1935: Luxusmädel (Lottery Lover)
- 1935: Lockenköpfchen (Curly Top)
- 1935: Schuld und Sühne (Crime and Punishment)
- 1935: Was geschah gestern? (Remember Last Night?)
- 1936: Das Mädel aus Paris (That Girl from Paris)
- 1936: Die Teufelspuppe (The Devil Doll)
- 1936: Ein rastloses Leben (Anthony Adverse)
- 1937: Im siebenten Himmel (Seventh Heaven)
- 1937: Maienzeit (Maytime)
- 1938: Suez
- 1940: Der lange Weg nach Cardiff (The Long Voyage Home)
- 1941: Topper 2 – Das Gespensterschloß (Topper Returns)